# 金原亭小馬生
金原亭 小馬生（きんげんてい こばしょう、1979年2月2日 - ）は、落語協会所属の落語家。

## 経歴
2000年4月に十一代目金原亭馬生に入門、7月に楽屋入り。前座名は「金原亭駒介」。
2003年11月に金原亭馬治、入船亭遊一と共に二ツ目昇進、「金原亭馬吉」と改名
2015年3月21日に三遊亭司、柳家小傳次、柳家海舟、四代目桂右女助、二代金原亭馬治、四代目入船亭扇蔵、三代目柳家さん助、柳家燕弥、三遊亭彩大と共に真打昇進「二代目金原亭馬玉」を襲名。
2024年2月1日に「金原亭小馬生」と改名。

## 芸歴
- 2000年
  - 4月∶十一代目金原亭馬生に入門。
  - 7月∶楽屋入り。前座名「駒介」。
- 2003年11月∶二ツ目昇進、「馬吉」と改名。
- 2015年3月∶真打昇進、「二代目金原亭馬玉」を襲名。
- 2024年2月:「金原亭小馬生」と改名[2]。

## 人物
三遊亭小歌や三遊亭良楽と二人会を開いている。

## 演目
- 鮑のし[2]
- 井戸の茶碗
- 掛け取り
- 紙入れ
- 子別れ
- 芝浜
- 長屋の花見
- 元犬[2]
- 近日息子[2]
- 宿屋の仇討